# Carl Gottlob Abela
Carl Gottlob Abela (* 29. April 1803 in Borna bei Oschatz, Sachsen; † 22. April 1841 in Halle an der Saale) war Kantor an der Marktkirche Unser Lieben Frauen in Halle und der erste Lehrer an den Franckeschen Stiftungen, der ausschließlich das Fach Gesang unterrichtete.

## Leben
Nach dem Besuch der Bürgerschule in Oschatz absolvierte Abela bereits ab 1817 eine gründliche pädagogische Ausbildung am Schullehrerseminar in Dresden-Friedrichstadt. Für seinen Lebensweg dürfte dort der Einfluss des ehemaligen Zeithainer Kantors August Gottlob Fischer von Bedeutung gewesen sein.
Nach dem Examen 1822 wurde er zunächst an den Franckeschen Stiftungen in Halle als Hilfslehrer angestellt. Daneben bekam er sofort den Posten des Präfekten am Stadtsingechor, dem wohl ältesten deutschen Knabenchor, zugewiesen. Der für die drei Stadtkirchen zuständige Chor, seit 1808 den Stiftungen angegliedert, stand zu dieser Zeit unter der Leitung von Johann Friedrich Naue, der außerdem Organist an der Hauptpfarrkirche Halles, der Marktkirche Unser Lieben Frauen, war. Auf dessen Vermittlung wurde Abela 1825 Kantor dieser Kirche. Ab diesem Jahr übertrug ihm das Direktorium der Franckeschen Stiftungen nach und nach den „Gesangsunterricht“ an allen Schulen der renommierten Anstalten. Grundlage seiner Tätigkeit bildete bald seine „Sammlung zwei-, drei- und vierstimmiger Lieder“, deren zwei Hefte vielfach Nachauflagen erfuhren, weil sie auch anderenorts Anerkennung fanden und von den Musiklehrern erfolgreich genutzt wurden. Für besonders interessierte und sangesfreudige Schüler gründete Abela 1829 einen Chor, mit dem er auch anspruchsvollere Aufgaben bewältigen konnte.
Mindestens einmal jährlich kam es in der Folgezeit zu bemerkenswerten Konzerten im großen, heute nach Johann Anastasius Freylinghausen benannten Versammlungssaal. Auf dem Programm standen Chorwerke zeitgenössischer Komponisten wie Friedrich Schneider, Bernhard Klein und Carl Loewe, aber auch von Händel, Gluck, Haydn und Beethoven. Während seiner Ausbildung an der Lateinischen Hauptschule der Franckeschen Stiftungen (Latina) begleitete der spätere Liederkomponist Robert Franz die Chorproben am Klavier. An die unter Abela gemachten Erfahrungen soll er sich lebenslang gern und dankbar erinnert haben.
Als Marienkantor kam Abela in Konflikt mit seinem ursprünglichen Förderer, dem Organisten Johann Friedrich Naue. Da der Organist der Marktkirche in Halle gleichzeitig der Leiter des Knabenchores war, hatte das von der Bezeichnung her eigentlich doch allein für den Gesang zuständige Kantorenamt eine Degradierung erfahren, die Abela so nicht akzeptieren wollte. Nach harten Auseinandersetzungen wurde der Konflikt 1835 schließlich zugunsten Abelas entschieden. Er durfte nun auch auf die Qualität des Stadtsingechores im Gottesdienst Einfluss nehmen. Naue reichte gekränkt die Kündigung ein.
Die Auseinandersetzungen hatten allgemein Aufsehen erregt. Sie brachten Abela bei vielen Hallensern Sympathie ein. Die gerade erst ein Jahr zuvor gegründete „Hallische Liedertafel“ wählte ihn zu ihrem Dirigenten.
Schon sechs Jahre später starb der noch junge Abela; das Erscheinen seines „Choralbuchs für Schulen“ erlebte er nicht mehr. Es wurde aber unter seinem Namen vom Freund und Kollegen Samuel Leberecht Thieme, dem Nachfolger Naues an der Orgelbank der Marktkirche, vollendet und 1842 herausgegeben. Von den drei bei seinem Tode noch lebenden Kindern wurde der Sohn Otto Robert als Landschaftsgärtner in Zarskoje Selo beim Zaren in Russland bekannt.
Eine von ihm initiierte Carl-Gottlob-Abela-Stiftung zur Unterstützung von Witwen ehemaliger Lehrer der Bürgerschule in den Franckeschen Stiftungen existierte noch bis in die 1930er Jahre.

## Musikalische Publikationen
- Der Sängerbund in B-Dur für Männerchor. Incipit: Kennt ihr den Bund wo frei Gesang RISM ID: 450104063
- Choralbuch für Schulen : 2- und 3-stimmig, Waisenhaus, Halle, 1842 OCLC 245715558 (Digitalisat der Universität Halle)
- Sammlung zwei-, drei- und vierstimmiger Lieder zum Gebrauche beim Gesangunterrichte in Schulen : zunächst für die Schulen in Francke's Stiftungen, Hartknoch, Leipzig OCLC 613491909 4. Auflage, 1849 OCLC 834449890 7. Auflage, 1852 OCLC 836539671